# Helena Hartwigová
Helena Hartwigová (nepřechýleně Helena Hartwig; 21. února 1910 v Lublinu – 2. srpna 1998 ve Varšavě ) byla polská umělecká fotografka.

## Tvorba
Narodila se jako Helena Jagiełło. Své první fotografické pokusy začala v Lublinu, v rodinném fotografickém studiu, které provozoval její tchán Ludwik Hartwig, který se nacházel v ulici Narutowicza 19. Portréty, které vytvořila, byly mezi klienty mimořádně oblíbené. Byla dokonce považována za nejlepší portrétistku této instituce.
V roce 1936 byla přijata za člena Lublinské fotografické společnosti.
Během druhé světové války, kdy byl její manžel Edward Hartwig v letech 1944 až 1946 vězněn v pracovním táboře v SSSR, sama provozovala fotografický ateliér a živila rodinu.
Po válce se s manželem přestěhovala do Varšavy. Jejich byt na adrese Aleje Jerozolimskie 31 sloužil také jako fotografický ateliér.
Od roku 1951 byla členkou Svazu polských uměleckých fotografů, kde prezentovala svá díla na několika samostatných výstavách. Mnohokrát se zúčastnila národních i mezinárodních fotografických soutěží, kde si získala velké uznání . Za fotografii Deszcz w Wenecji (Déšť v Benátkách) byla oceněna zlatou medailí v Japonsku a stříbrnou medailí v Bordeaux (1958).
Za fotografii "Portrét s růží", na které je zachycena Ewa - její dcera, obdržela umělkyně zlatou medaili na výstavě portrétů v Gdaňsku (60. léta 20. století).
Díla Heleny Hartwigové „Radost našich dětí“, „Mladá generace“ a „Radost z práce“ z roku 1949 jsou ve sbírkách Národního muzea ve Varšavě.
V březnu 2004 proběhla společná výstava fotografických prací s názvem "Rodina Hartwigů" - Helena Hartwigová, Edward Hartwig a Ewa Hartwigová-Fijałkowska.
V roce 2008 se v Národní galerii umění Zachęta ve Varšavě konala výstava Polské fotografky 20. století, která představila tvůrčí počiny padesáti polských dokumentaristek od 70. let 20. století, kde byly také prezentovány fotografie Hartwigové. Mezi dalšími vystavujícími byly například: Małgorzata Apathy,
Anna Beata Bohdziewicz, Anna Brzezińska-Skarżyńska, Anna Chojnacka, Zofia Chomętowska, Maria Chrząszczowa, Maria Antonina Czaplicka, Irena Elgas-Markiewicz, Krystyna Gorazdowska, Joanna Helander, Wanda Herse, Halina Holas-Idziakowa, Irena Jarosińska-Małek, Irena Kummant-Skotnicka,
Krystyna Łyczywek,
Bożena Michalik,
Maria Kietlińska,
Janina Mierzecka,
Janina Mokrzycka,
Anna Musiałówna,
Zofia Nasierowska,
Fortunata Obrąpalska,
Julia Pirotte,
Danuta Rago,
Jadwiga Rubiś,
Zofia Rydet,
Jadwiga Wolska nebo
Bolesława Zdanowska.

## Soukromý život
Jejím manželem byl fotograf Edward Hartwig, se kterým měla dvě dcery: Ewa Hartwigová-Fijałkowska, rovněž fotografka, a Danuta Hartwig-Saulewicz.